# Płytka fazowa
Płytka fazowa jest nową techniką w dziedzinie mikroskopii elektronowej. Zapewnia ona lepszy kontrast i stosunek sygnału do szumu w obrazach próbek wrażliwych na promieniowanie. Płytki cienkowarstwowe są testowane w biologii, a także wykazały korzyści w analizie pojedynczych cząstek i kriotomografii. Nadal istnieją nierozwiązane problemy, takie jak niezawodność produkcji i pogarszanie się wydajności w czasie. Obecnie opracowywanych jest kilka rodzajów płytek fazowych.
Teoretyczne zasady działania płytek fazowych są bardzo podobne w przypadku mikroskopów świetlnych oraz elektronowych. W praktyce jednak implementacja urządzeń do optyki elektronowej jest znacznie trudniejsza. Urządzenia muszą być co najmniej o trzy rzędy wielkości mniejsze, co stwarza trudności produkcyjne. Ponadto odmienna fizyka oddziaływań elektron-materia i foton-materia nakłada więcej ograniczeń na płytki fazowe dla elektronów.

## Podział płytek fazowych
Płytki fazowe do transmisyjnego mikroskopu elektronowego (TEM) można podzielić na dwie grupy ze względu symetrii wzoru modulacji, który wytwarzają. W pierwszej grupie znajdują się płytki fazowe typu Zernike, które generują cyklicznie symetryczny wzorzec modulacji. Obrazy utworzone przy użyciu takich płytek fazowych wykazują cechy kontrastu izotropowego wokół obiektów. Druga grupa płytek fazowych jest typu Hilberta. Urządzenia te modulują ugiętą falę asymetrycznie, powodując anizotropowy kontrast na obrazach. Cechy kontrastu są podobne do tych uzyskiwanych przez różnicowy kontrast interferencyjny w mikroskopii świetlnej.
Można je także podzielić ze względu na zasadę działania:
• płytki fazowe z otworem
• bezotworkowe płytki fazowe
• płytki fazowe działające na zasadzie kontrastu różnicowego Hilberta
• elektrostatyczne płytki fazowe
• laserowe płytki fazowe
• magnetyczne płytki fazowe
• fotoniczne płytki fazowe

## Cienkowarstwowe płytki fazowe
Cienkowarstwowa płytka fazowa jest najstarszym testowanym w praktyce typem płytki fazowej. Wykorzystanie filmu materialnego jako środka przesuwającego fazę zaproponował Boersch.
Wersja Zernike składa się z cienkiej warstwy o grubości dostosowanej do przesunięcia fazowego –π / 2 i małego otworu w środku. W pierwszych eksperymentach wykorzystano płytki fazowe wykonane z folii kolodionowej. Próby te były utrudnione, ponieważ TEM posiadał niską wydajność, a podstawowe techniki używane do przygotowania płytek fazowych były dopiero odkrywane. Kolejne płytki fazowe wykonane były z amorficznego węgla, ale ze stosunkowo dużym centralnym otworem (> 6 mm), co ograniczyło poprawę kontrastu dla niskich częstotliwości przestrzennych. Większość wczesnych prób zastosowania cienkowarstwowych płyt fazowych miała na celu poprawę rozdzielczości i zmniejszenie efektu aberracji sferycznej.
Uzyskiwany duży kontrast topograficzny, gdy płyta fazowa Zernike była nieznacznie źle wyrównana, doprowadziła do rozwoju płytki fazowej Hilberta. Składa się ona z cienkiej warstwy, a jej krawędź jest umieszczona bardzo blisko osi optycznej, ale nie przechwytuje dyfrakcji zerowego rzędu grubszej niż płytka fazowa Zernike. Grubość błony dostosowuje się do przesunięcia fazowego. W idealnym przypadku wykres funkcji CTF jest taki sam, jak w przypadku kontrastu fazowego Zernike. Poprzez numeryczne przesunięcie fazowe obu połówek przestrzeni Fouriera można zdemodulować obraz Hilberta i przekształcić go w obraz typu Zernike.
Amorficzny węgiel jest najczęściej wybieranym materiałem do przygotowania płytek fazowych. Jego pozytywne cechy to:
- wytrzymałość mechaniczna,
- obojętność chemiczna,
- łatwe przygotowanie,
- dobre przewodnictwo elektryczne,
- amorficzna struktura,
- niskie rozpraszanie elektronów.

Jego jedynym negatywnym aspektem jest starzenie się – wydajność płytek fazowych z warstwą węgla pogarsza się w ciągu kilku dni do tygodnia, co wymaga ich częstych zmian. Przyczyna starzenia jest obecnie nieznana, ale hipoteza jest taka, że jest to spowodowane fizycznymi lub chemicznymi zmianami na powierzchni folii, prowadzącymi do zmniejszenia przewodnictwa i podatności na ładunki elektrostatyczne indukowane wiązką.

## Elektrostatyczne płytki fazowe
Boersch zaproponował umieszczenie miniaturowej soczewki Einzela na torze wiązki dyfrakcyjnej zerowego rzędu. Soczewka składa się z trzech kolejnych elektrod w kształcie pierścienia, z których dwie zewnętrzne pełnią rolę elektod uziemienia, a środkowa pełni rolę elektrody sterującej. Urządzenie leży na płaszczyźnie dyfrakcyjnej i jest wyśrodkowane na wiązce dyfrakcyjnej zerowego rzędu. Elektrony przechodzące przez soczewkę Einzela doznają przesunięcia fazowego o wielkości określonej przez napięcie wzbudzenia elektrody centralnej. Pole elektrostatyczne jest ograniczone wewnątrz soczewki przez zewnętrzną uziemioną elektrodę, więc elektrony rozproszone przez próbkę i przechodzące na zewnątrz urządzenia nie są przesunięte fazowo. Chociaż ten projekt został zaproponowany ponad 60 lat temu, wyzwania związane z produkcją zostały przezwyciężone dopiero niedawno, co umożliwiło rozpoczęcie praktycznych badań i eksperymentów. Soczewka Einzela znajduje się w środku przysłony, wsparta na jednym do trzech wsporników.
Główną zaletą tych płytek fazowych jest sterowanie wielkością przesunięcia fazowego poprzez zmianę napięcia wzbudzenia soczewki Einzela w czasie rzeczywistym. Ponadto, w przeciwieństwie do cienkowarstwowych płytek fazowych, nie występuje utrata elektronów przy wyższych częstotliwościach przestrzennych z powodu rozpraszania przez warstwę materiału.
Ich główną wadą jest zasłanianie części płaszczyzny dyfrakcyjnej przez elementy mechaniczne urządzenia, a zwłaszcza obszar wokół wiązki zerowego rzędu, w którym znajduje się soczewka Einzela. Część materiału na ścieżce wiązki jest również podatna na zanieczyszczenie wywołane wiązką i ładunki elektrostatyczne, co stawia surowe wymagania dotyczące czystości urządzenia i wymaga środków zapobiegających osadzaniu się zanieczyszczeń wewnątrz mikroskopu. Obecnie ten typ płytki fazowej jest wciąż na wczesnym etapie eksperymentalnym, ale wyniki są bardzo obiecujące.

## Magnetyczne płytki fazowe
Zdolność potencjału magnetycznego do przesunięcia fazy fal elektronowych została po raz pierwszy zademonstrowana przez Tonomura i innych. Użyli oni uwięzionego strumienia magnetycznego w pierścieniu pokrytym materiałem nadprzewodzącym, zapobiegającym wyciekowi pola. Eksperyment miał na celu zmierzenie efektu Aharonova – Bohma. Grupa zaproponowała zastosowanie efektu AB w płytach fazowych, ale do niedawna nie prowadzono eksperymentów w tym kierunku. Obecnie bada się urządzenia wykorzystujące liniowy magnes. Magnes wykonany jest przez odparowanie kobaltu na drucie platynowym, który jest przycięty do szerokości <500 nm z pierwotnej grubości z ukierunkowaną wiązką jonów. Drut jest podparty na tarczy apertury. Strumień magnetyczny przechodzący przez pasek indukuje różnicę przesunięcia fazowego między falami elektronowymi przechodzącymi po obu stronach drutu. Umieszczenie wiązki zerowego rzędu bardzo blisko jednej strony paska, bez dotykania jej, powoduje powstanie różnicy przesunięcia fazowego między dwiema połówkami płaszczyzny dyfrakcji.

## Fotoniczne płytki fazowe
Niedawno zaproponowanym pomysłem jest zastosowanie skupionego światła laserowego o dużym natężeniu do wprowadzenia przesunięcia fazowego fali elektronowej. Silne oscylujące pole elektrostatyczne w ognisku lasera powoduje, że elektrony poruszają się po jego drodze. To wydłuża ich ścieżki optyczne, a także powoduje niewielki wzrost ich energii kinetycznej, co z kolei skraca ich długość fali. Połączenie tych dwóch efektów prowadzi do opóźnienia fazowego fali elektronowej. Przypadek pola o polaryzacji kołowej generuje większe przesunięcie fazowe przy tym samym natężeniu pola. Największym praktycznym wyzwaniem dla fotonicznej płytki fazowej jest wymagana moc lasera, która jest rzędu kilku kilowatów. Zapotrzebowanie na moc gwałtownie rośnie wraz ze wzrostem napięcia przyspieszenia. Posiadanie lasera z falą ciągłą o mocy większej niż około 100 watów nie będzie praktyczne w zastosowaniach z płytami fazowymi ze względu na wymiary fizyczne, zapotrzebowanie na energię elektryczną czy bezpieczeństwo eksploatacji. Umieszczenie ogniska lasera blisko płaszczyzny zerowej znacznie zmniejszy zapotrzebowanie na moc lasera.
Po dopracowaniu, fotoniczna płytka fazowa będzie miała dużą przewagę nad innymi typami płytek fazowych, ponieważ nie umieszcza żadnych obiektów materialnych na ścieżce wiązki, rozwiązując tym samym najtrudniejsze problemy obecnych eksperymentalnych płytek fazowych –  ładowanie elektrostatyczne i rozpraszanie elektronów. Ponadto zapewni kontrolę wielkości przesunięcia fazowego w czasie rzeczywistym, podobnie jak elektrostatyczne płytki fazowe.